# Argosy Pictures
Pour les articles homonymes, voir Argosy.
Argosy Pictures est une petite société indépendante de production cinématographique américaine, fondée en 1939 par John Ford et Merian C. Cooper (sous le nom d’Argosy Corporation), dissoute en 1956.
Durant sa brève existence, elle produit dix films américains (sortis entre 1940 et 1953), dont neuf réalisés par John Ford, principalement des westerns.

## Historique
À la suite du succès du western La Chevauchée fantastique (1939, avec John Wayne et Claire Trevor), son réalisateur John Ford s'allie au producteur (et réalisateur) Merian C. Cooper pour créer leur société de production indépendante, initialement sous le nom d’Argosy Corporation, ainsi qu'il résulte du certificat de fondation de cette société, en date du 14 août 1939 (voir liens externes). Les deux hommes s'associent alors à un autre producteur indépendant, Walter Wanger (dont la compagnie venait de produire La Chevauchée fantastique), pour le premier film d'Argosy, Les Hommes de la mer (avec John Wayne et Thomas Mitchell), distribué par United Artists et sorti en 1940.

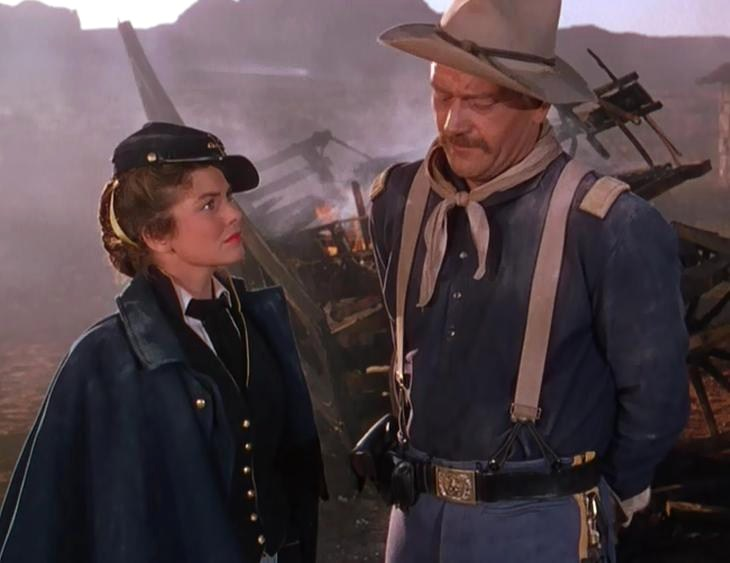
La Charge héroïque (1949) : Joanne Dru et John Wayne

En raison de la Seconde Guerre mondiale, la société reste en sommeil jusqu'en 1946, année où Ford et Cooper la réorganisent, sous le nom d’Argosy Pictures. Un contrat de distribution est alors signé avec RKO Pictures. Le premier film Argosy/RKO, Dieu est mort (avec Henry Fonda et Dolores del Río), est une coproduction américano-mexicaine (avec Productora Mex. Desconcida), sortie en 1947. Ce film est un échec, et malgré Le Massacre de Fort Apache (1948, avec John Wayne, Henry Fonda et Shirley Temple) qui suit, la RKO se désengage progressivement. Le dernier film d’Argosy qu'elle distribue est Le Convoi des braves (1950, avec Ward Bond, Ben Johnson et Joanne Dru). Dans l'intervalle, même si la RKO distribue encore Monsieur Joe (1949, réalisé par Ernest B. Schoedsack, avec Terry Moore et Ben Johnson) et La Charge héroïque (1949, avec John Wayne, Victor McLaglen et Joanne Dru), Le Fils du désert (1948, avec John Wayne et Pedro Armendáriz) est lui distribué par la Metro-Goldwyn-Mayer (MGM).
Un autre partenariat naît alors avec la petite compagnie de production et de distribution Republic Pictures (au sein de laquelle John Wayne est sous contrat). Le premier film de ce nouveau tandem est Rio Grande (avec John Wayne et Maureen O'Hara), sorti en 1950. Suivront L'Homme tranquille (1952, à nouveau avec John Wayne et Maureen O'Hara, que Republic Pictures coproduit et distribue) et enfin Le soleil brille pour tout le monde (1953, avec Charles Winninger et Arleen Whelan).
En raison d'une brouille survenue entre ses deux fondateurs, l’Argosy Pictures ne produit plus aucun film après Le soleil brille pour tout le monde ; la société est finalement dissoute en janvier 1956.

## Filmographie complète

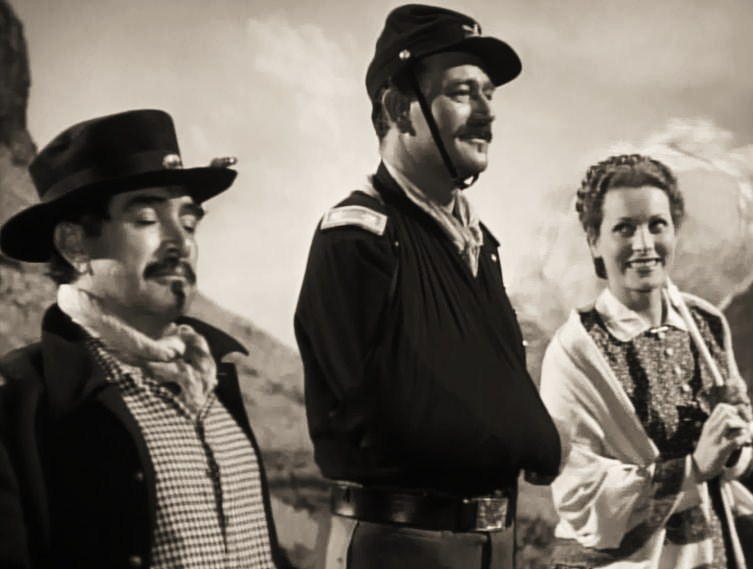
Rio Grande (1950) - de g. à d. : J. Carrol Naish, John Wayne et Maureen O'Hara

Films américains, réalisés par John Ford, sauf mention contraire ou complémentaire
- 1940 : Les Hommes de la mer (The Long Voyage Home) (coproduction Argosy/Walter Wanger ; distribution United Artists)
- 1947 : Dieu est mort (The Fugitive) (film américano-mexicain ; coproduction Argosy/Productora Mex. Desconcida ; distribution RKO)
- 1948 : Le Massacre de Fort Apache (Fort Apache) (distribution RKO)
- 1948 : Le Fils du désert (Three Godfathers) (distribution MGM)
- 1949 : Monsieur Joe (Mighty Joe Young) d'Ernest B. Schoedsack (distribution RKO)
- 1949 : La Charge héroïque (She Wore a Yellow Ribbon) (distribution RKO)
- 1950 : Le Convoi des braves (Wagon Master) (distribution RKO)
- 1950 : Rio Grande (distribution Republic Pictures)
- 1952 : L'Homme tranquille (The Quiet Man) (coproduction Argosy/Republic Pictures ; distribution Republic Pictures)
- 1953 : Le soleil brille pour tout le monde (The Sun Shines Bright) (distribution Republic Pictures)